# Suore girolamine dell'adorazione
Le Suore Girolamine dell'Adorazione (in spagnolo Hermanas Jerónimas de la Adoración) sono un istituto religioso femminile di diritto pontificio: le suore di questa congregazione pospongono al loro nome la sigla S.J.A.

## Storia
Le origini della congregazione risalgono al monastero delle gerolamine fondato nel 1585 a Città del Messico da Isabella de Guevara; un secondo monastero, di San Lorenzo, sorse nel 1598 a opera della novizia Marina de Mendoza. Il primo monastero fu dissolto sotto Benito Juárez nel 1863, mentre le monache di San Lorenzo nel 1926, al tempo delle persecuzioni di Plutarco Elías Calles, trasferirono la comunità in Spagna.
Le religiose si stabilirono prima a Carrión de los Condes, poi a Gijón. Il 18 luglio 1931, con il permesso della Santa Sede, si trasformarono in istituto di voti semplici: la prima superiora generale dell'istituto fu Maria degli Angeli di Sant'Agostino.
Nel 1945 le Girolamine dell'Adorazione furono riconosciute come istituto di diritto pontificio e il 30 settembre 1950 le loro costituzioni ricevettero l'approvazione definitiva.

## Attività e diffusione
Le religiose si dedicano all'istruzione e all'educazione cristiana della gioventù e all'adorazione del Santissimo Sacramento.
Sono presenti in Spagna, Messico e India; la sede generalizia è a Madrid.
Alla fine del 2008 la congregazione contava 37 religiose in 7 case.